# Llop marsupial
El llop marsupial (Thylacinus cynocephalus) és un marsupial carnívor extint que habitava el continent australià i les illes de Tasmània i Nova Guinea. L'últim individu viu fou atrapat el 1930 a Tasmània. Sovint és conegut com a tigre de Tasmània (per les ratlles que tenia a la part baixa de l'esquena) o llop de Tasmània (pel seu aspecte caniforme). En consten diversos noms en les llengües dels aborígens de Tasmània, incloent-hi coorinna, kanunnah, cab-berr-one-nen-er, loarinna, laoonana, can-nen-ner i lagunta. El palawa kani, una llengua planificada desenvolupada a la dècada del 1990, s'hi refereix com a kaparunina.
El llop marsupial s'extingí al continent australià milers d'anys abans de l'arribada dels colons europeus, però sobrevisqué a Tasmània juntament amb altres espècies endèmiques, incloent-hi el diable de Tasmània. Generalment se sol culpar la caça intensiva, motivada per recompenses, de la seva extinció, però hi podrien haver contribuït altres factors, com ara les malalties, la introducció dels gossos o l'ocupació del seu hàbitat pels éssers humans. Tot i que oficialment se'l considera extint, encara hi ha qui diu haver-lo vist.
Com els tigres i llops de l'hemisferi nord, el llop marsupial era un depredador alfa. Sent un marsupial, no tenia relació amb aquests mamífers placentaris, però a causa de l'evolució convergent, presentava la mateixa forma general i les mateixes adaptacions. El seu parent vivent més proper és el diable de Tasmània.
Juntament amb l'opòssum aquàtic, el llop marsupial era un dels dos únics metateris dotats de marsupis tant en els mascles com en les femelles. Els mascles tenien un marsupi que protegia els seus òrgans externs quan corrien entre bardisses.

## Evolució

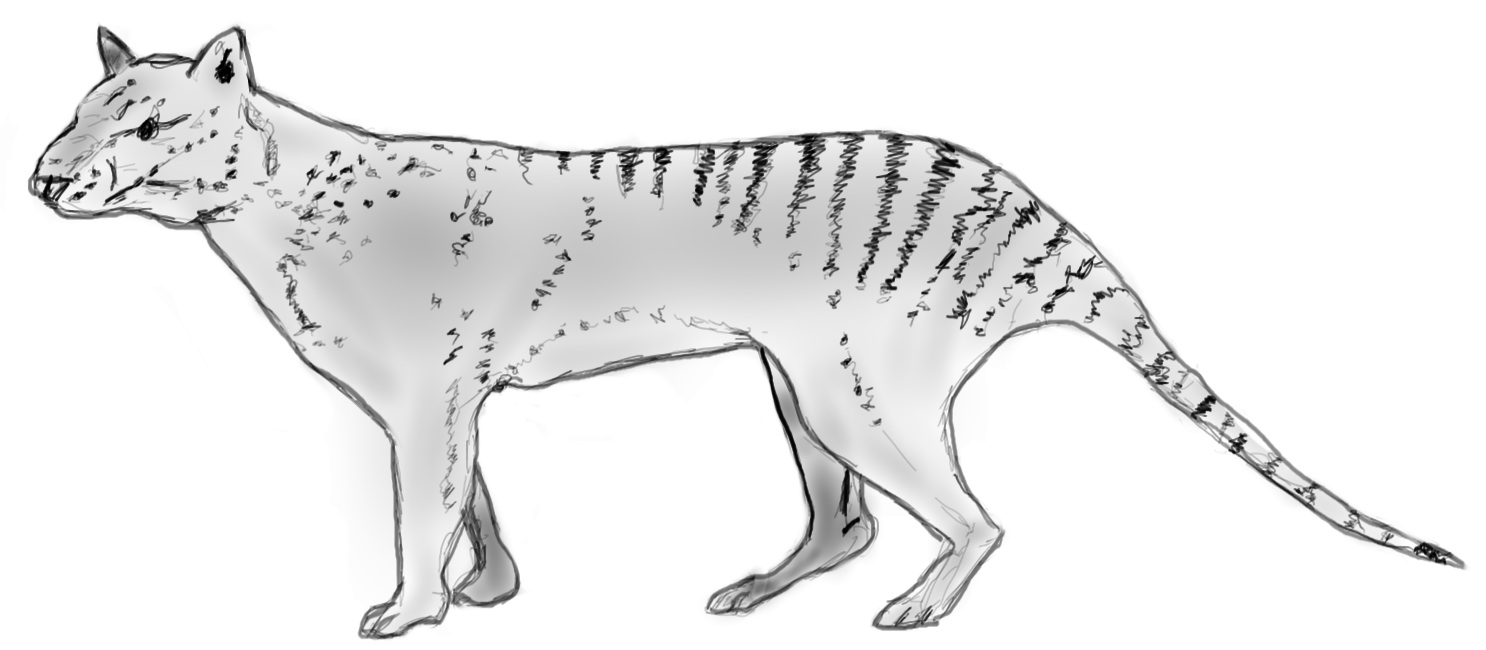
Il·lustració de Thylacinus potens, del Miocè. És el parent més gran conegut del llop marsupial.

El llop marsupial modern aparegué per primer cop fa quatre milions d'anys. Les espècies de la família Thylacinidae daten del començament del Miocè; des de principis dels anys noranta, s'han excavat almenys set espècies fòssils a Riversleigh, part de Lawn Hill National Park al nord-oest de Queensland. Nimbacinus dicksoni és la més antiga de les set espècies fòssils descrites i data des de vint-i-tres milions d'anys enrere. Aquest tilacínid era molt més petit que els seus parents moderns. L'espècie més grossa, Thylacinus potens, que atenyé la mida d'un llop, fou l'única que sobrevisqué fins al Miocè superior. A finals del Plistocè i principis de l'Holocè, el llop marsupial modern estava estès (sense arribar a ser nombrós) per Austràlia i Nova Guinea.

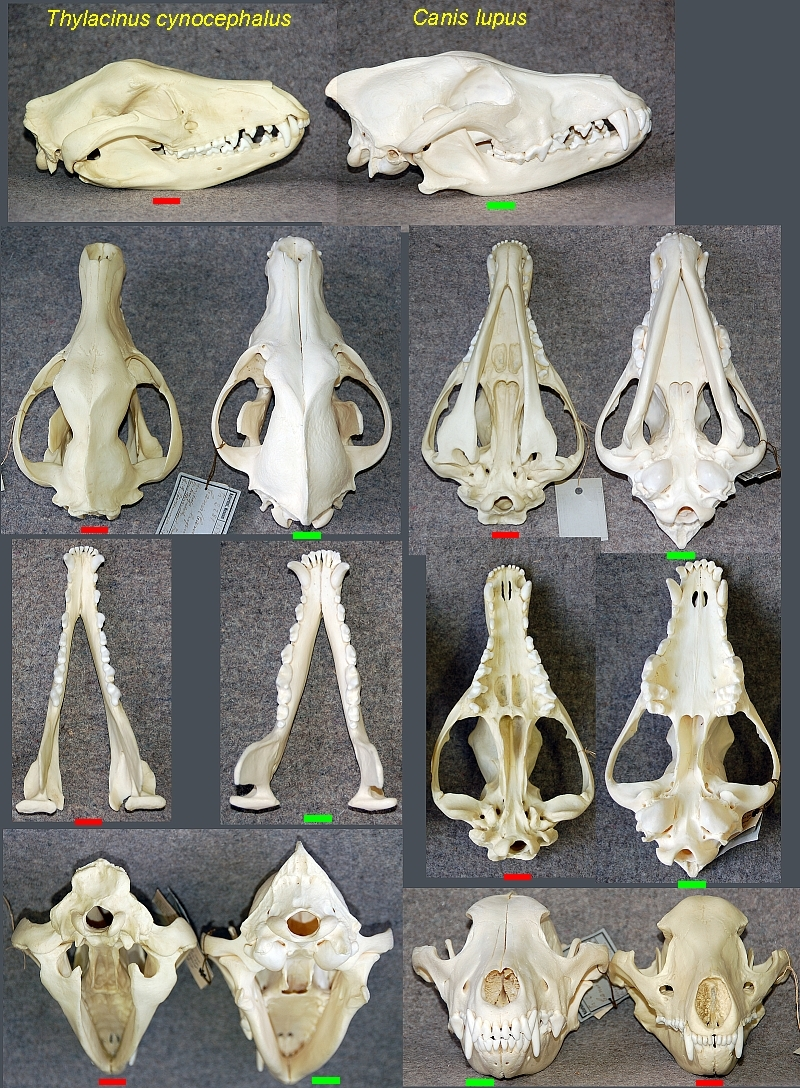
Els cranis del llop marsupial (esquerra) i el llop gris són gairebé idèntics tot i que les dues espècies no estan relacionades. Estudis mostren que la morfologia cranial de la guineu encara és més propera a la del llop marsupial.

Un exemple d'evolució convergent, el llop marsupial presentava moltes semblances amb els cànids de l'hemisferi nord: dents afilades, mandíbules potents, talons alçats i la mateixa forma general. Com que el llop marsupial ocupava el mateix nínxol ecològic a Austràlia que els cànids a la resta del món, desenvolupà molts dels seus trets. Malgrat això, no té relació amb cap dels depredadors de l'hemisferi nord — el seu parent més proper vivent és el diable de Tasmània (Sarcophilus harrisii).
| «                                      | Són fàcils de distingir d'un gos autèntic per les ratlles de l'esquena, però l'esquelet és més difícil de distingir. Els estudiants de zoologia d'Oxford havien d'identificar cent exemplars zoològics com a part del seu examen final. Aviat es va córrer la veu que, si mai es trobaven un crani de «gos», era segur identificar-lo com a llop marsupial ja que quelcom tan evident com un crani de gos havia de ser una trampa. Un any, els examinadors, se'ls ha de reconèixer el mèrit, els pararen una doble trampa i inclogueren un autèntic crani de gos. La manera més fàcil de distingir-los són els dos forats prominents a l'os palatal, que generalment són característics dels marsupials. | » |
| — Richard Dawkins, The Ancestor's Tale | |   |

## Descobriment i taxonomia
Els aborígens australians foren els primers a entrar en contacte amb els llops marsupials. S'han trobat nombrosos exemples de gravats i art aborigen que daten almenys del 1000 aC. Es poden veure petroglifs del llop marsupial al Dampier Rock Art Precinct de la península de Burrup a Austràlia Occidental. Quan hi arribaren els primers exploradors, l'animal ja era rar a Tasmània. Els europeus podrien haver-lo trobat ja el 1642 quan Abel Tasman hi arribà per primer cop. La seva expedició informà de les petjades de «bèsties salvatges amb urpes com les d'un tigre». Marc-Joseph Marion du Fresne, havent-hi arribat el 1772 amb el Mascarin, informà d'un «gat tigre». No es pot identificar amb certesa el llop marsupial com l'animal observat, car el gat marsupial cuatacat (Dasyurus maculatus) té una aparença similar. La primera observació indiscutible fou d'exploradors francesos el dia 13 de maig del 1792, com ho explica el naturalista francès Jacques Labillardière, al seu diari de l'expedició encapçalada per Antoine Bruny d'Entrecasteaux. Tanmateix, no fou fins al 1805 que William Paterson, Tinent Governador de Tasmània, envià una descripció detallada per ser publicada a la Sydney Gazette i el New South Wales Advertiser.

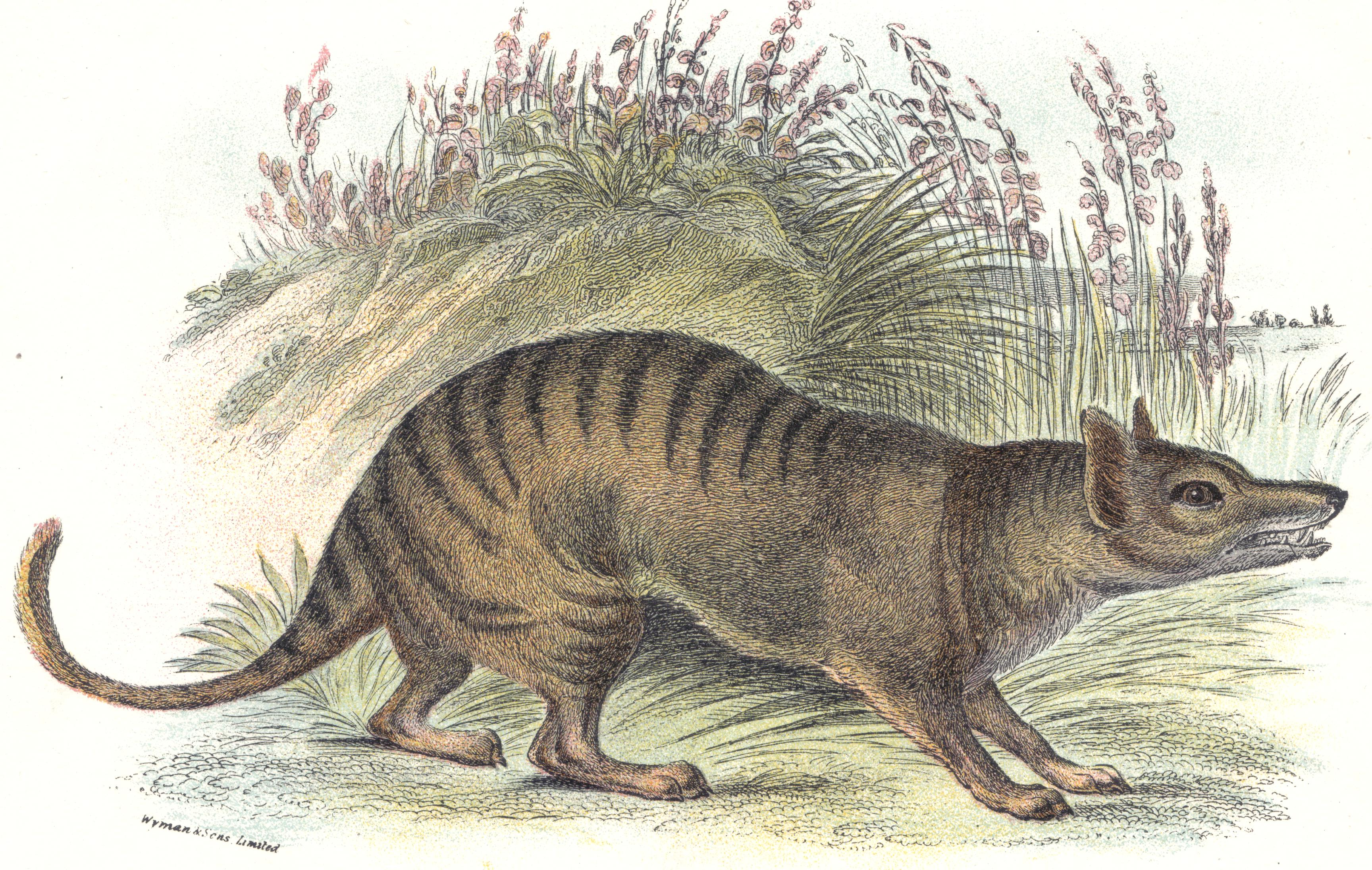
Dibuix del d'un llop marsupial. Aquesta representació no és anatòmicament acurada.

La primera descripció científica detallada fou feta pel Supervisor-General Suplent de Tasmània George Harris el 1808, cinc anys després de la primera colonització de l'illa. Harris classificà originalment el llop marsupial dins el gènere Didelphis, que Carl von Linné havia creat pels didèlfids americans, amb el nom Didelphis cynocephala. El descobriment que els marsupials australians eren fonamentalment diferents dels gèneres de mamífers coneguts menà a la implementació del mètode de classificació actual i el 1796 É. Geoffroy Saint-Hilaire creà el gènere Dasyurus, on classificà el llop marsupial el 1810. Per resoldre la mescla de nomenclatura grega i llatina, el nom de l'espècie fou canviat a cynocephalus. El 1824, fou reclassificat dins el seu propi gènere, Thylacinus, per Temminck. El seu nom comú prové directament del nom del gènere, originalment del grec θύλακος (thylakos, «butxaca»).

## Descripció
Les descripcions del llop marsupial varien, car les proves es limiten a cries conservades; el registre fòssil, restes de pell i d'esquelets; fotografies i filmacions en blanc i negre de l'animal en captivitat i cròniques de treballs de camp.
El llop marsupial semblava un gran gos amb pèl curt i una cua rígida que s'estenia gradualment del cos de manera similar a la dels cangurs. Molts colons europeus en feren comparacions directes amb la hiena, a causa de la seva postura inusual i el seu comportament general. El seu pelatge groc-marró tenia entre tretze i vint-i-una ratlles negres distintives a l'esquena, el tors i la base de la cua, que li guanyaren el sobrenom de «tigre». Les ratlles estan més marcades en exemplars joves i es descolorien a mesura que l'animal envellia. Una de les ratlles s'estenia per la part exterior de les cuixes del darrere. El seu pelatge era espès i suau, de fins a quinze mil·límetres de longitud; en els animals joves, la punta de la cua tenia una cresta. Les seves orelles arrodonides i erectes tenien una longitud d'aproximadament vuit centímetres i estaven cobertes de pèl curt. La coloració anava d'un groc marronós clar al marró fosc; el ventre era de color crema.
La mida dels adults variava entre 100 i 180 cm de longitud, incloent-hi una cua de 50-65 cm. L'exemplar més gran mesurat feia 290 cm del nas a la cua. Els adults tenien una alçada de 60 cm a l'espatlla i pesaven entre vint i trenta quilograms. Hi havia un lleuger dimorfisme sexual i, en general, els mascles eren més grans que les femelles.
La femella tenia una butxaca amb quatre mamelles, però a diferència de molts altres marsupials, la butxaca s'obria cap al darrere del cos. Els mascles tenien una butxaca escrotal, única entre els marsupials australians, dins de la qual podien ficar el seu sac escrotal.
El llop marsupial podia obrir la seva mandíbula fins a un punt inusual (120°). Aquesta capacitat es pot veure, en part, a la breu filmació d'un llop marsupial en captivitat que David Fleay feu en blanc i negre el 1933. Les mandíbules eren musculars i potents i comptaven amb quaranta-sis dents.
Es poden distingir les petjades dels llops marsupials de les d'altres animals, nadius o introduïts; a diferència de les guineus, gats, gossos, uombats o diables de Tasmània, el llop marsupial tenia un coixinet posterior molt gran i quatre coixinets anteriors molt evidents, situats gairebé en línia recta. Les potes posteriors eren similars a les anteriors però tenien quatre dits en lloc de cinc. Les seves urpes no eren retràctils.

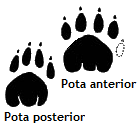
La petjada del llop marsupial és fàcil de distingir de les d'espècies nadiues o introduïdes.

Les primeres investigacions científiques suggeriren que posseïa un agut sentit de l'olfacte que li permetia rastrejar preses, però anàlisis de la seva estructura cerebral revelaren que els seus bulbs olfactoris no estaven ben desenvolupats. És probable que confiés en la vista i l'oïda per caçar. Alguns observadors en descrigueren una olor forta i característica, mentre que altres descrigueren una lleugera i neta olor animal i altres cap olor. És possible que el llop marsupial, com el seu parent, el diable de Tasmània, deixés anar alguna olor quan se'l posava nerviós.
Se'n destacà una marxa rígida i un xic maldestra, que el feia incapaç de córrer veloçment. També podia fer un bot bípede, semblant als cangurs, fet que es pogué observar algunes vegades en els exemplars en captivitat. Guiler especula que aquesta era una forma de locomoció accelerada que l'animal usava en situacions d'alarma. També era capaç de mantenir l'equilibri i romandre dret durant períodes breus.
Tot i que no existeixen gravacions de les vocalitzacions del llop marsupial, els observadors que l'estudiaren en llibertat i en captivitat indicaren que solia grunyir i xiular quan estava nerviós i sovint ho completava amb un badall d'amenaça. Quan caçava, emetia una sèrie de lladrucs guturals semblants a una tos, repetint-los ràpidament, probablement per comunicar-se amb altres membres del grup. També tenia un so llarg i llastimós, utilitzat probablement per identificar-se des de lluny i un so baix i com d'olorar, utilitzat per comunicar-se amb els membres de la família.

## Ecologia i comportament
No se sap gaire cosa sobre el comportament i l'hàbitat del llop marsupial. Se n'han fet observacions en captivitat, però només existeixen observacions limitades i anecdòtiques del comportament de l'animal en llibertat. La majoria d'observacions foren fetes durant el dia, mentre que el llop marsupial era un animal nocturn. Aquestes observacions, fetes al segle xx, podrien haver estat atípiques a causa del fet que l'espècie ja estava patint els problemes que aviat la portarien a l'extinció. S'ha extrapolat part del seu comportament a partir del seu parent vivent més proper, el diable de Tasmània.

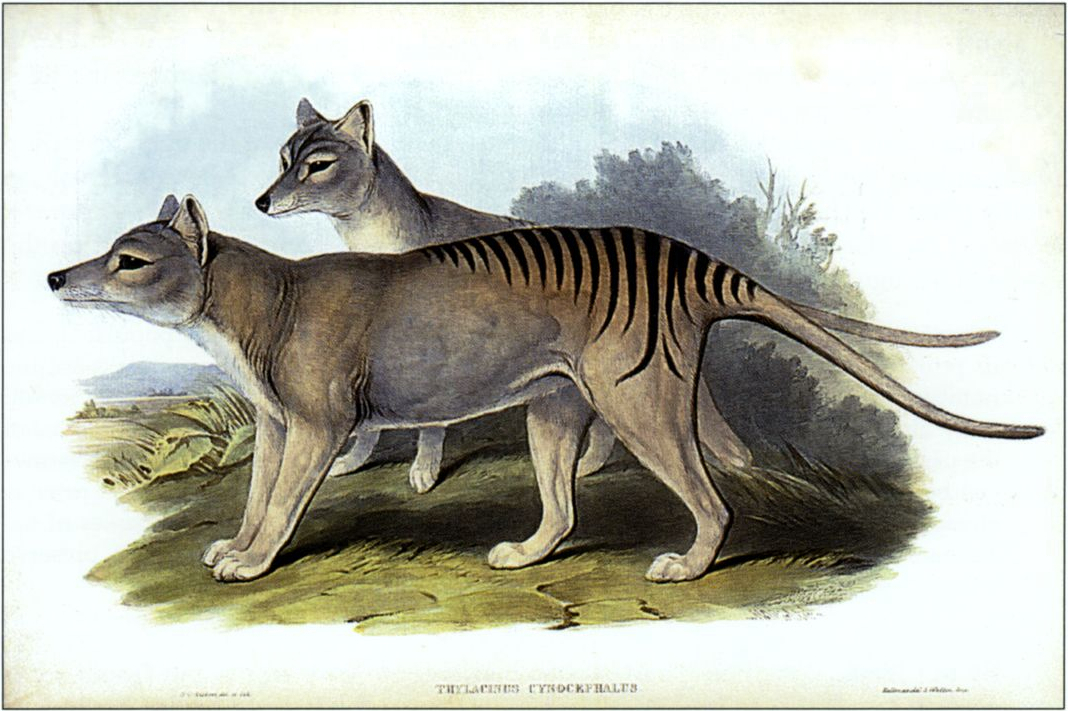
Es creu que el llop marsupial preferia els boscs i els brucs costaners. Les ratlles podrien haver servit de camuflatge dins el bosc, però també haurien pogut tenir una funció d'identificació.

És probable que el llop marsupial preferís els boscos secs d'eucaliptus, les zones humides i els prats del continent australià. Petroglifs dels aborígens australians indiquen que el llop marsupial estava estès per Austràlia continental i Nova Guinea. Es trobà una prova de l'existència de l'animal a l'Austràlia continental quan el 1990 es descobrí un cadàver dissecat en una cova de la plana de Nullarbor, a Austràlia Occidental. La datació de carboni revelà que tenia uns 3.300 anys.
A Tasmània, preferia els boscos de les zones centrals i els brucs costaners, que finalment es convertiren en l'objectiu principal dels colons britànics que buscaven terreny de pastura pels seus ramats. L'animal tenia un radi d'acció des de la seva llar d'entre quaranta i vuitanta quilòmetres. Sembla que romania dins el seu radi d'acció sense ser territorial: en algunes ocasions s'havia observat en un mateix territori grans grups d'animals, massa grans per ser una única família.
Era un caçador nocturn i crepuscular i durant el dia romania en coves petites o troncs d'arbres buits, en un niu de branquetes, escorça o falgueres. Solia retirar-se als turons i els boscos per refugiar-se durant el dia i caçava als brucs durant la nit. Els primers observadors veieren que l'animal era tímid, amb respecte envers la presència d'éssers humans i que solia evitar el contacte, tot i que a vegades semblava mostrar més interès.
Hi ha proves que l'època de cria durava tot l'any (els registres de sacrificis indiquen que hi havia cries a la butxaca a totes les èpoques de l'any), tot i que el període de cria principal era a l'hivern i la primavera. Naixien fins a quatre cries per ventrada (normalment, dues o tres) i les cries romanien a la butxaca fins a l'edat de tres mesos i la mare les protegia fins que tenien almenys la meitat de la mida adulta. En néixer, les cries eren calbes i cegues, però ja tenien els ulls oberts i el cos ple de pèl una vegada deixaven la butxaca. Després d'abandonar la butxaca i fins que havien crescut prou per ajudar, els animals joves es quedaven al cau mentre la mare caçava. Els llops marsupials només criaren una vegada en captivitat, el 1899 al Zoo de Melbourne. La seva esperança de vida en llibertat s'estima en entre cinc i set anys, però alguns exemplars visqueren fins a nou anys en captivitat.

### Dieta

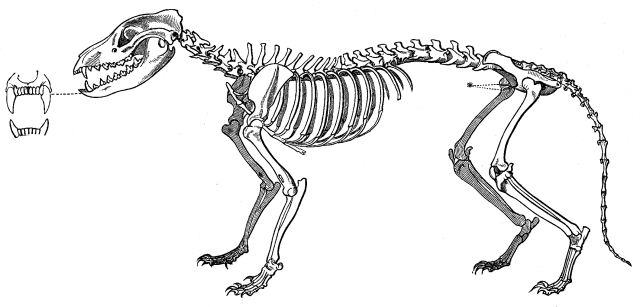
L'anàlisi de l'esquelet suggereix que, quan caçava, el llop marsupial comptava més amb la resistència que amb la velocitat per perseguir les preses.

El llop marsupial era exclusivament carnívor. El seu estómac era muscular i podria distendre's per permetre a l'animal menjar grans quantitats de menjar d'una vegada. Probablement era una adaptació per compensar els períodes llargs en què la caça no tenia èxit i l'aliment era escàs. Anàlisis de l'estructura de l'esquelet i observacions de l'animal en captivitat indiquen que triava una presa i després la perseguia fins que estava exhausta. Alguns estudis conclouen que l'animal podria haver caçat en petits grups familiars; el grup principal feia fugir les preses en la direcció d'un llop marsupial preparat per emboscar-les. Els caçadors observaren que es tractava d'un depredador que caçava per mitjà d'emboscades.
Les seves preses incloïen cangurs, ualabis, uombats, ocells i petits animals com cangurs rata o pòssums. Una de les seves preses preferides podria haver estat l'antigament comú emú de Tasmània. L'emú era una gran au no voladora que compartia l'hàbitat del llop marsupial i acabà extingint-se per una caça excessiva a voltants del 1850, possiblement coincidint amb el descens del nombre de llops marsupials. Tant els dingos com les guineus també han caçat l'emú al continent. Durant el segle xx, sovint es caracteritzà el llop marsupial com un animal que s'alimentava principalment de sang, però actualment es fan poques referències a aquest tret; sembla que la popularitat d'aquesta descripció s'originà a partir d'un únic informe indirecte. Els colons europeus creien que el llop marsupial matava les ovelles i l'aviram dels grangers. En captivitat, els llops marsupials eren alimentats amb una gran varietat d'aliments, incloent-hi conills i wallabies morts així com carn de bou, de xai i de cavall i de tant en tant aviram.

## Extinció
És probable que el llop marsupial s'extingís al continent australià fa aproximadament dos mil anys (potser més aviat a Nova Guinea) per culpa de la competició per part dels éssers humans aborígens i els dingos. Tanmateix, hi ha dubtes sobre l'impacte dels dingos, car les dues espècies no haurien competit directament. El dingo és principalment un depredador diürn, mentre que es creu que el llop marsupial caçava majoritàriament de nit. A més, el llop marsupial era més robust, cosa que li hauria donat un avantatge en combats entre espècies.
Pintures rupestres del Kakadu National Park mostren clarament que els llops marsupials eren caçats pels éssers humans primitius, i es creu que els dingos i llops marsupials podrien haver competit per les mateixes preses. Els seus hàbitats s'encavalcaven clarament: s'han trobat restes subfòssils de llop marsupial a prop de restes de dingos. L'adopció del dingo com a company de cacera pels aborígens hauria incrementat la pressió sobre el llop marsupial.

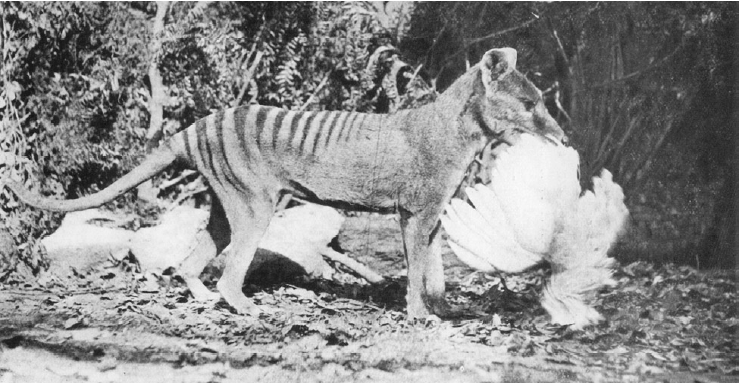
Aquesta foto d'un llop marsupial amb una gallina, presa el 1921 per Henry Burrell, fou àmpliament distribuïda i podria haver contribuït a crear una reputació del llop marsupial com a lladre d'aviram. De fet, la imatge està retallada per ocultar la gàbia en què es trobava i un investigador concluí que aquest llop marsupial és un exemplar muntat, preparat especialment per la fotografia.

Tot i que ja feia molt de temps que estaven extints al continent australià quan arribaren els colons europeus, els llops marsupials sobrevisqueren fins als anys trenta a Tasmània. En temps de la primera colònia europea, la zona de població més densa dels llops marsupials era el nord de l'illa. Des dels primers dies de colonització europea, els llops marsupials eren una vista rara, però a poc a poc se'ls començà a culpar de nombrosos atacs a ovelles, cosa que portà a l'oferiment de recompenses en un intent de controlar-ne el nombre. Una companyia, la Van Diemen's Land Company, oferí recompenses per matar llops marsupials des del 1830 i entre el 1888 i el 1909 el govern de Tasmània pagà £1 per cap (10 xílings pels cadells). En total es pagaren 2.184 recompenses, però es creu que es mataren molts més llops marsupials dels que es reclamà. La seva extinció se sol atribuir a aquests esforços constants dels grangers i caçadors de recompenses. Tanmateix, és probable que múltiples factors contribuïssin al seu declivi i eventual extinció, incloent-hi la competència amb gossos salvatges (introduïts pels colons), l'erosió del seu hàbitat, l'extinció d'espècies que eren les seves preses i una malaltia semblant al borm que afectava molts exemplars en captivitat en aquells temps.
Fos pel motiu que fos, l'animal ja era extremament rar en estat salvatge a finals dels anys vint. Hi hagué diversos intents de salvar l'espècie de l'extinció. Els registres del comitè de gestió de Wilsons Promontory del 1908 recomanaven la reintroducció de llops marsupials en diferents indrets adients de Victòria. El 1928, el Comité de Consell de la Fauna Nadiua de Tasmània recomanà protegir tots els llops marsupials que quedaven, en zones com ara Arthur River i Pieman River, a l'oest de Tasmània.
El 1930 un granger anomenat Wilf Batty matà l'últim llop marsupial salvatge conegut a Mawbanna, al nord-est de Tasmània.

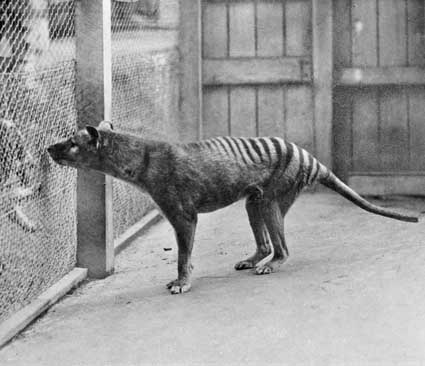
L'últim llop marsupial, fotografiat al Zoo de Hobart (antigament de Beaumaris) el 1933. El sac escrotal no és visible ni en aquesta ni en cap altra foto o filmació, suggerint que «Benjamin» era una femella, però l'existència d'una butxaca escrotal en els llops marsupials fa que sigui impossible determinar-ho amb certesa.

### «Benjamin» i les recerques
L'últim llop marsupial en captivitat, conegut més endavant com a Benjamin (tot i que no se n'ha confirmat mai el sexe), fou capturat el 1933 i enviat al zoològic de Hobart, on visqué durant tres anys. Frank Darby, que afirmava haver estat un treballador al zoo, suggerí que Benjamin havia estat el nom afectiu donat a l'animal en un article de diari del maig del 1968. Tanmateix, no existeix cap document que indiqui que tenia un nom afectiu i Alison Reid (la cuidadora de facto del zoo en aquells temps) i Michael Sharland (publicista del zoo) negaren que Frank Darby hagués treballat al zoo o que l'animal hagués estat anomenat Benjamin. Darby també sembla l'origen de l'afirmació que l'últim llop marsupial era un mascle: les proves fotogràfiques suggereixen que era una femella. Aquest exemplar morí el 7 de setembre del 1936. Es creu que morí per negligència. Tancat a fora del seu refugi, quedà exposat a un fenomen meteorològic rar a Tasmània: una calor sufocant durant el dia i temperatures glacials a la nit. Aquest llop marsupial apareix a l'última gravació coneguda d'un exemplar vivent: 62 segons en blanc i negre que el mostren movent-se amunt i avall pel seu recinte, filmats pel naturalista David Fleay el 1933. A Austràlia, cada 7 de setembre, des de l'any 1996, se celebra el National Threatened Species Day (Dia nacional de les espècies amenaçades) per tal de commemorar la mort de l'últim llop marsupial registrat oficialment.
Malgrat que hi havia hagut un moviment a favor de la protecció dels llops marsupials des del 1901, motivat en part per la creixent dificultat de trobar exemplars per les col·leccions d'altres països, dificultats polítiques impediren que qualsevol tipus de protecció fos promulgada abans del 1936. La protecció oficial de l'espècie pel govern de Tasmània fou introduïda el 10 de juliol del 1936, cinquanta-nou dies abans de la mort en captivitat de l'últim exemplar conegut.
Els resultats de recerques posteriors indicaren una forta possibilitat que l'espècie hagués sobreviscut a Tasmània fins als anys seixanta. Cerques conduïdes per Eric Guiler i David Fleay al nord-oest de Tasmània trobaren petjades i excrements que podrien haver pertanyut a l'animal, sentiren vocalitzacions que es corresponien amb la descripció de la dels llops marsupials i reuniren relats anecdòtics de gent que afirmava haver vist l'animal. Malgrat la recerca, no es trobaren proves conclusives sobre la seva existència en estat salvatge.
El llop marsupial tingué l'estatus d'espècie amenaçada fins al 1986. Els protocols internacionals exigeixen que qualsevol animal del qual no s'hagin trobat exemplars en cinquanta anys sigui considerat extint. Com que no s'han trobat proves definitives de l'existència del llop marsupial des de la mort de Benjamin el 1936, l'espècie compleix aquest criteri i fou declarada oficialment extinta per la UICN. La Convention on International Trade in Endangered Species (CITES) és més cauta i la considera «possiblement extinta».

### Observacions no confirmades
Tot i que està oficialment extint, molta gent creu que el llop marsupial encara existeix. De tant en tant es diu que ha estat vist a Tasmània, altres parts d'Austràlia i fins i tot Papua Occidental, a prop de la frontera amb Papua Nova Guinea. L'Australian Rare Fauna Research Association ha enregistrat 3.800 suposades observacions de l'animal al continent australià des de la data de l'extinció el 1936, mentre que el Mystery Animal Research Centre of Australia n'enregistrà 138 fins al 1998 i el Ministeri de Conservació i Gestió de la Terra n'enregistrà 65 a Austràlia Occidental al mateix període. Els investigadors independents Buck i Joan Emburg de Tasmània han informat de 360 vistes a Tasmània i 269 al continent des del 1936, una xifra calculada a partir de diferents fonts. Al continent, les observacions són sovint al sud de Victòria.

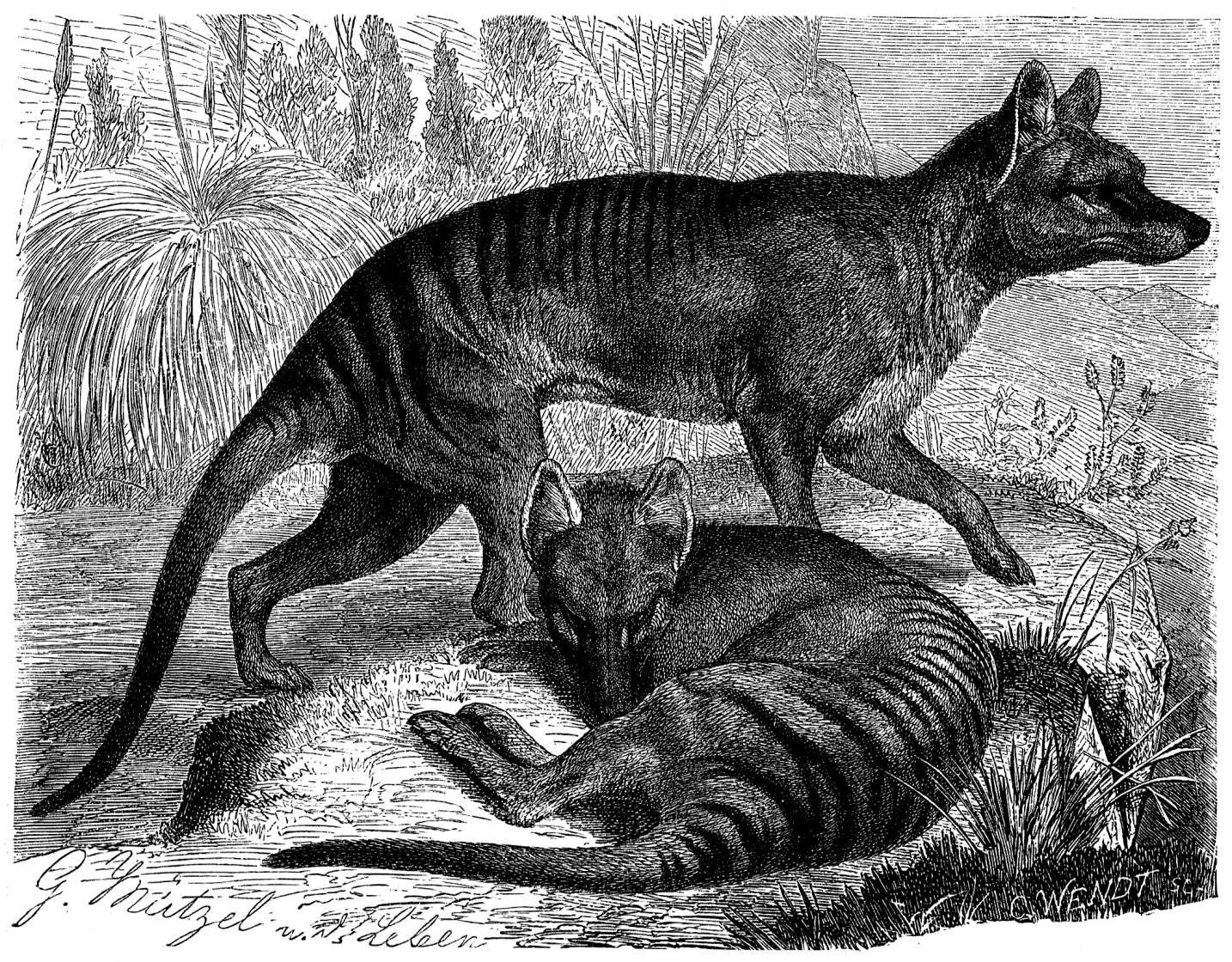
Una representació artística de dos llops marsupials del 1883.

Les observacions de guineus (introduïdes per primer cop el 1864 i de nou el 2000) a Tasmània són preses molt seriosament, tot i els mínims indicis de la presència de l'espècie a l'illa. Mentre que la Fox Free Tasmanian Taskforce rep finançament del govern, ja no n'hi ha per la recerca del llop marsupial. La dificultat de trobar guineus a les regions salvatges de Tasmània sembla indicar que hi ha alguna possibilitat que el llop marsupial hagi sobreviscut lluny del contacte amb els éssers humans.
Tot i que moltes de les observacions queden immediatament desmentides, algunes han generat molta publicitat. El 1982, un investigador del Tasmania Parks and Wildlife Service, Hans Naarding, observà durant tres minuts, de nit, el que ell considerà un llop marsupial, en un indret a prop d'Arthur River al nord-oest de l'estat. Aquesta observació portà a una extensa recerca d'un any finançada pel govern. El gener del 1995, un oficial dels Parks and Wildlife afirmà haver observat un llop marsupial a la regió de Pyengana al nord-est de Tasmània durant la matinada. Les recerques posteriors no trobaren cap rastre de l'animal. El 1997, s'informà que alguns habitants i missioners de prop del Mount Carstensz a Papua Occidental havien vist llops marsupials. Sembla que els habitants els coneixien des de feia molts anys però no n'havien fet un informe oficial. El febrer del 2005, un turista alemany anomenat Klaus Emmerichs afirmà haver pres fotografies digitals d'un llop marsupial a prop del Lake St Clair National Park, però no s'ha determinat l'autenticitat de les fotografies. Les fotos no foren publicades fins a l'abril del 2006, catorze mesos després de l'observació. Les fotografies, que només mostraven el darrere de l'animal, foren considerades com a no concloents quant a l'existència del llop marsupial.

### Recompenses
El 1983, Ted Turner oferí una recompensa de $100.000 per proves de l'existència del llop marsupial. Tanmateix, en una carta enviada el 2000 com a resposta a una petició d'un cercador de llops marsupials de nom Murray McAllister, indicà que la recompensa havia estat retirada. Al març del 2005, la revista de notícies australiana The Bulletin, que es publica setmanalment a Sydney, oferí una recompensa d'1,25 milions de dòlars per la captura segura d'un llop marsupial viu, com a part de les celebracions del seu 125è aniversari. Quan l'oferta expirà a finals de juny del 2005, ningú no havia presentat proves de l'existència de l'animal. L'operador turístic de Tasmània Stewart Malcolm ha ofert una recompensa d'1,75 milions de dòlars. Tanmateix, la captura és il·legal segons la legislació feta per protegir els llops marsupials, per la qual cosa qualsevol recompensa oferta per la seva captura és invàlida, car no s'expediria una llicència de captura.

## Projectes i investigació actuals

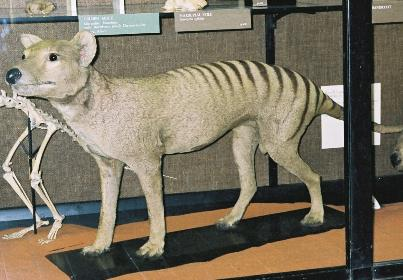
Exemplar dissecat al Walter Rothschild Zoological Museum, Tring, Anglaterra.

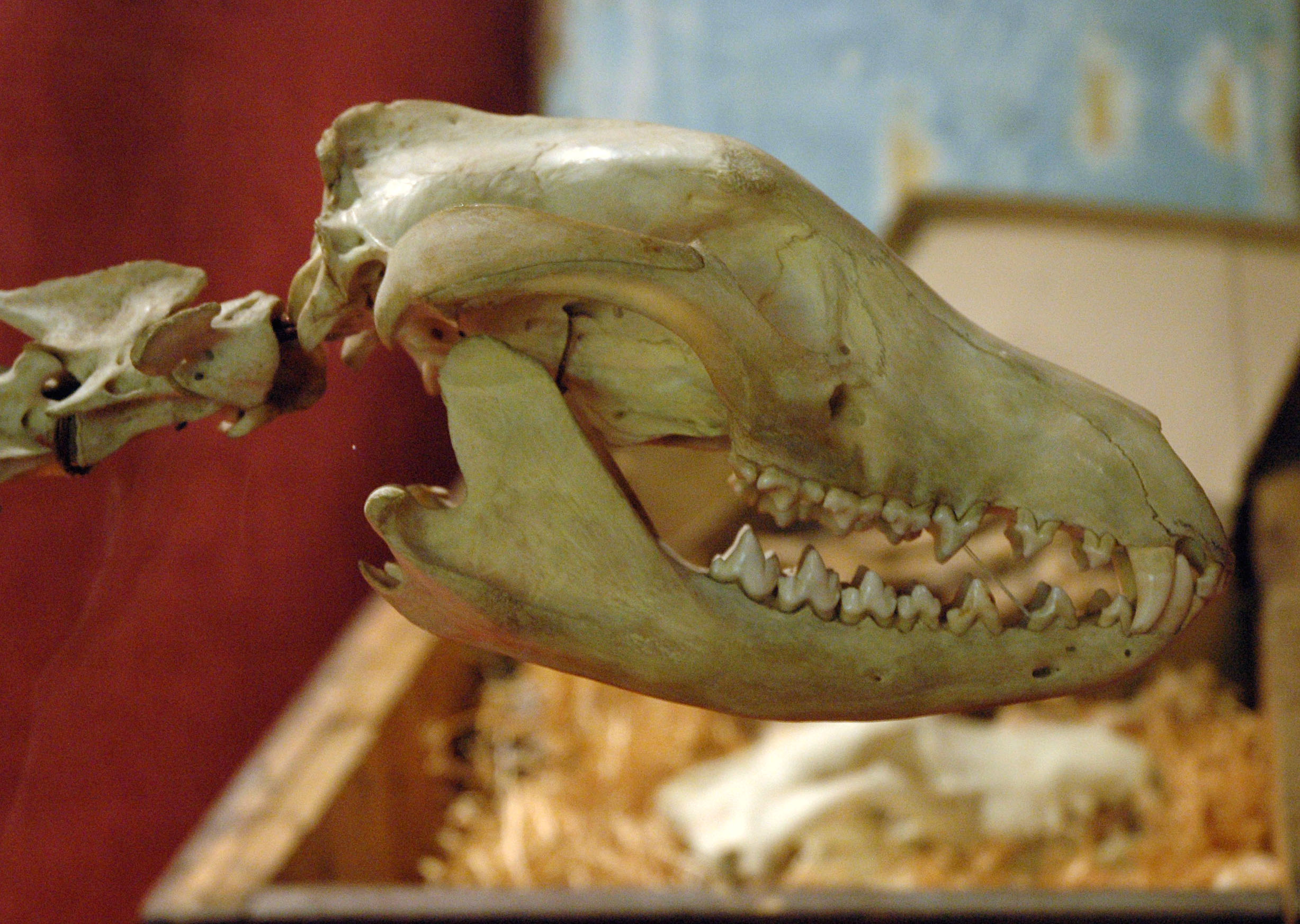
Detall del crani d'un esquelet complet al Tasmanian Museum and Art Gallery, Hobart, Tasmània.

Els registres de tots els exemplars, molts dels quals formen part de col·leccions europees, es troben actualment a la International Thylacine Specimen Database (Base de Dades Internacional dels Exemplars de Llop Marsupial) o ITSD. L'Australian Museum de Sydney començà un projecte de clonació el 1999. L'objectiu era utilitzar material genètic d'exemplars preservats de principis del segle XX per clonar nous individus i tornar l'espècie de l'extinció. Alguns microbiòlegs seriosos han acusat aquest projecte de ser una acció de cara a la galeria i el seu valedor principal, el Professor Mike Archer, rebé una nominació l'any 2000 per l'Australian Skeptics Bent Spoon Award, per «perpetrar un dels exemples més absurds de bajanades paranormals o pseudocientífiques».
Els investigadors tingueren un cert èxit a finals del 2002, quan aconseguiren extreure ADN replicable dels espècimens. El 15 de febrer del 2005, el museu anuncià que aturava el projecte després que anàlisis mostressin que l'ADN recuperat dels exemplars estava massa degradat per utilitzar-lo. Al maig del 2005, el Professor Michael Archer, Degà de Ciències de la Universitat de Nova Gal·les del Sud, antic director de l'Australian Museum i biòleg evolutiu, anuncià que el projecte quedava reobert per un grup d'universitats interessades i una institució de recerca.
La International Thylacine Specimen Database fou completada a l'abril del 2005 i és el fruit d'un projecte de recerca de quatre anys destinat a catalogar i fotografiar digitalment, si és possible, tots els exemplars de llop marsupial supervivents coneguts, de tots els museus, universitats i col·leccions privades. Els registres mestres estan en possessió de la Societat Zoològica de Londres.

## Aspectes culturals

L'escut de Tasmània és sostingut per llops marsupials.

El llop marsupial ha conegut un gran ús com a símbol de Tasmània. Apareix a l'escut de Tasmània. Apareix als logotips oficials de Tourism Tasmania i de l'Ajuntament de Launceston. Des del 1998 ocupa un lloc destacat a les matrícules de cotxes de Tasmània.
El suplici del llop marsupial fou el tema d'una campanya de The Wilderness Society titulada We used to hunt Thylacines («Solíem caçar llops marsupials»). Apareix en productes de la cervesera Cascade Brewery i en els seus anuncis de televisió. En videojocs, Ty the Tasmanian Tiger és l'estrella de la seva pròpia trilogia. Al programa de dibuixos animats de principis dels anys noranta Taz-Mania, el personatge Wendell T. Wolf era suposadament l'últim llop marsupial supervivent. Tiger Tale és un llibre per nens basat en un mite aborigen sobre com aconseguí les seves ratlles el llop marsupial. És la mascota de l'equip de criquet Tasmanian Tigers i ha aparegut en segells d'Austràlia, Guinea Equatorial i Micronèsia.